# Гонвик (Минесота)
Гонвик (енгл. Gonvick) град је у америчкој савезној држави Минесота.

## Демографија
По попису из 2010. године број становника је 282, што је 12 (-4,1%) становника мање него 2000. године.
| Група             | 2000.       | 2010.       |
| Белци             | 266 (90,5%) | 261 (92,6%) |
| Афроамериканци    | 0 (0,0%)    | 1 (0,4%)    |
| Азијати           | 0 (0,0%)    | 0 (0,0%)    |
| Хиспаноамериканци | 10 (3,4%)   | 4 (1,4%)    |
| Укупно            | 294         | 282         |